# Moisés Viana
Moysés Antunes Vianna (Uruguaiana, 1900 — Santiago do Boqueirão, 1936) foi um juiz eleitoral brasileiro, assassinado durante as eleições de 1936.
Moysés Antunes Vianna nasceu em 1896, em Santana do Livramento e casou-se com a Sra. Esther de Azevedo Vianna. Assassinado com apenas 39 anos de idade, não deixou herdeiros. Formado em Direito desde 1921(em Porto Alegre), atuou em Santiago do Boqueirão apenas um mês, tendo se instalado no município em abril de 1936. Antes, sabe-se que trabalhou nas Comarcas de Encruzilhada e São Jerônimo.

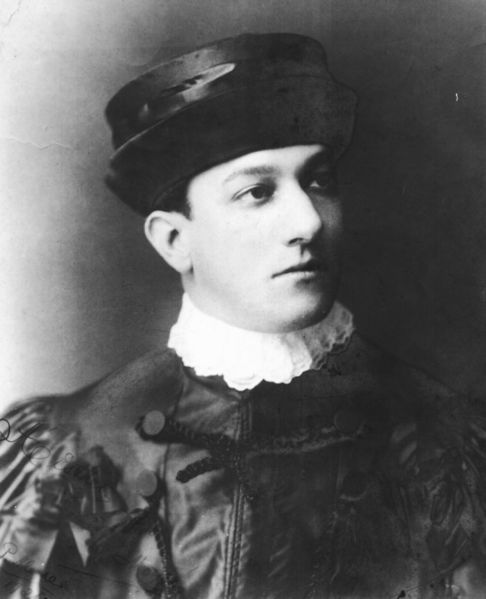
Moysés Antunes Vianna

Em 1935, nas primeiras eleições municipais após o advento da Justiça Eleitoral, ainda eram fortes os resquícios de coronelismo e mandonismo local, base de toda a estrutura política da República Velha. A primeira votação, realizada em 17 de novembro de 1935, não foi concluída, uma vez que alguns mesários não preencheram corretamente os documentos relativos ao pleito. Na eleição suplementar, marcada para 24 de maio, os ânimos na localidade estavam extremamente exaltados, com grupos armados -o que foi relatado ao TRE pelo juiz- rondando os espaços públicos de Santiago. No término da votação, um dos eleitores tenta colocar duas cédulas na urna, o que poderia anular a eleição. Moysés Vianna, neste momento, impede a fraude, um tiro é disparado e segue-se um violento tiroteio. As forças policiais -que haviam sido reforçadas nos dias anteriores à votação- controlam o incidente, mas o juiz é encontrado baleado num dos recintos do local de votação junto com a urna que tentara proteger.
Em sua homenagem, o Tribunal Regional Eleitoral do Rio Grande do Sul, no ano de 1991, criou a Medalha do Mérito Eleitoral Moysés Vianna (usando a grafia arcaica do nome).
O assassinato ocorreu nas primeiras eleições municipais após o advento da Justiça Eleitoral, criada com o Código Eleitoral de 1932. Durante toda a República Velha (1889-1930) o coronelismo,  sistema de poder em que um líder político regional atuava nas brechas deixadas pelo Estado, foi decisivo nos processos eleitorais. Daí a importância do fato: ao impedir que a eleição fosse resolvida com base no mandonismo local, o magistrado representava um novo desejo de ordem institucional, que tem um de seus marcos na Revolução de 1930.